# Максимович, Василий Павлович
Василий Павлович Максимович (22 февраля 1902 года, Чернигов, Российская империя — лето 1944, Париж, Франция) — участник движения Сопротивления во Франции, инженер, сын русского генерала, родной брат Анны Максимович.

## Биография
Василий Максимович родился 22 июля 1902 года в Чернигове. Он был математиком и гражданским инженером, вместе с сестрой прибыл во Францию в 1922 году. Любовницей Василия Максимовича являлась Маргарита Гофман-Шольц, секретарша полковника Ганса Купериана, а также племянница Карла-Генриха Штюльпнагеля, коменданта Большого Парижа. Она ввела Максимовича в круги немецкой военной и оккупационной администрации в Париже и сама поставляла ему разведывательные данные. Позднее она стала секретаршей Отто Абеца.
Василий и Анна Максимович давали очень ценную информацию Леопольду Трепперу.
Из воспоминаний Леопольда Треппера:

В первую очередь хочется назвать барона Василия Максимовича, с которым в конце 1940 года меня свёл Мишель, представив его как русского белоэмигранта, желающего работать на Красную Армию!
Максимович — довольно любопытный продукт исторической эпохи. Его отец, генерал русской армии, был одним из первых фаворитов императорского двора. В момент Октябрьской революции Василий и его сестра Анна покидают Россию и уезжают во Францию. Василий поступает в высшее техническое учебное заведение «Эколь сентраль» и становится инженером. Сразу после начала войны, подобно множеству иностранцев, живущих во Франции, его объявляют «подозрительной личностью» и интернируют в лагерь Вернэ.
И словно сама судьба протягивает Василию руку помощи: вскоре после перемирия военная комиссия, возглавляемая полковником вермахта Куприаном, прибывает в этот лагерь, чтобы набрать рабочих для отправки в третий рейх. Максимович заинтересовывает немецкого полковника, он сожалеет, что застал его «в таком скверном обществе», освобождает его и связывает с офицерами гитлеровского генштаба, размещённого в отеле «Мажестик».
Российский барон и белогвардеец Максимович, по мнению полковника Куприана, не может не быть ярым антикоммунистом. Его освобождают в надежде, что он сумеет «стать полезным». Такое предположение немцев вроде бы вполне обоснованно. Однако, вопреки этим ожиданиям, Василий не желает работать на немцев. Он расхаживает по знакомому отелю «Мажестик», как по собственному дому, внимательно за всем наблюдает. Исполненный лютой ненависти к нацистам, он подобен лисе, которую пустили в курятник. Вскоре он вступает в контакт с нами.
Тут — и весьма кстати — к делу примешивается любовный фактор: секретарша полковника Куприана Анна-Маргарет Хофман-Шольтц по уши влюбляется в барона. Как раз в это время она переходит на службу к Отто Абетцу, послу третьего рейха в Париже. И маленькая золотая жилка превращается в неисчерпаемые золотые россыпи: поток совершенно секретных документов зашифровывается и отправляется в Москву.

Василий Максимович был арестован немцами 12 декабря 1942 года вместе с сестрой. Казнён за несколько недель до освобождения Парижа.